# Parc national de la Goulburn River
Le parc national de la Goulburn River est un parc national situé en Nouvelle-Galles du Sud en Australie situé à 280 kilomètres au nord-ouest de Sydney et à 20 kilomètres au sud-ouest de Merriwa, dans la région de la Vallée Hunter et couvre environ 90 km du lit de la Goulburn River.
Le parc national est un sanctuaire pour les kangourous, wombats, émeus, varans et ornithorynques ainsi que de nombreux oiseaux.

## Géographie
Le parc a une superficie de 722,97 km2. Il partage sa limite sud-est avec le parc national Wollemi.